# Leptoromys wilsoni
Leptoromys wilsoni és una espècie extinta de rosegador de la família dels aplodòntids, que actualment només conté una espècie vivent, el castor de muntanya. Visqué a Nord-amèrica durant l'estatge Rupelià de l'època de l'Oligocè. Es tracta de l'única espècie del gènere Leptoromys.